# تیاگو بانگا
تیاگو بانگا (انگلیسی: Tiago Banega؛ زادهٔ ۱ ژوئیهٔ ۱۹۹۹) بازیکن فوتبال اهل آرژانتین است.
از باشگاه‌هایی که در آن بازی کرده‌است می‌توان به باشگاه فوتبال راسینگ کلوب آویاندا اشاره کرد.